# Ambicatus
Ambicatus, auch Ambigatus, war nach dem römischen Geschichtsschreiber Titus Livius ein keltischer König vom Stamme der Biturigen („Weltkönige“), der gleichzeitig Gesamtkönig von Gallien gewesen sein soll.

## Wanderzüge der Biturigen
Laut Livius’ Werk Ab urbe condita libri CXLII herrschte Ambicatus zur Zeit des sagenhaften römischen Königs Lucius Tarquinius Priscus im frühen 6. Jahrhundert v. Chr. Livius erwähnt Ambicatus in der Gründungslegende Mediolanums und berichtet, dass Ambicatus wegen der Übervölkerung seines Herrschaftsgebietes die Götter um Rat befragt habe. Nach deren Schiedsspruch seien dann die beiden Söhne seiner Schwester Bellovesus und Segovesus jeweils mit einem Teil des eigenen sowie einiger befreundeter Stämme zur Eroberung neuer Wohngebiete ausgesandt worden. Bellovesus sei nach Italien, in die später so genannte Provinz Gallia cisalpina, Segovesus in das Gebiet des Hercynischen Waldes gezogen.
Neben den Biturigen sollen auch die Aulerker und Cenomanen ihre Heimat verlassen haben. Ein stammesübergreifendes Königtum ist außerhalb dieser Erzählung bei Livius sonst nicht bezeugt.
Die Aussendung der beiden Neffen mütterlicherseits durch Ambicatus wird manchmal als Zeichen für eine Matrilinearität bei den Kelten gesehen (siehe Keltische Frauen#Matrilinearität).
Der Ursprung dieser Erzählung ist vermutlich eine Sage der oberitalienischen Kelten, ein historischer Hintergrund dafür konnte noch nicht festgestellt werden.

## Etymologie des Namens
Der erste Namensteil kommt vom gallischen ambi („ringsherum“), das Zweitglied -catus ist identisch mit altirisch cath („Kampf“) und entspricht dem germanischen Namenelement hathu-,  hadu- usw. Der ganze Name mit der ungefähren Bedeutung „ringsum Kampf“ hat in ailtirisch Imchath ein etymologisch genaues Gegenstück.